# Trevor Aston
Trevor Henry Aston (14 juin 1925 - 17 octobre 1985) est un historien britannique et universitaire à l'Université d'Oxford. Il est professeur d'histoire et membre du Corpus Christi College d'Oxford de 1952 à 1985. En outre, il est conservateur des archives de l'Université d'Oxford de 1969 à 1985.

## Jeunesse
Aston est né à Fulham, Londres, le 14 juin 1925. Son père, Oliver, a des problèmes de santé mentale et est incapable de travailler régulièrement; sa mère travaille dans un foyer pour enfants orphelins atteints de tuberculose, à Woolbeding, dans le Sussex, et Aston y grandit. Il étudie au lycée de Midhurst, vivant avec le directeur. Après deux trimestres au St John's College d'Oxford, où il étudie la philosophie, la politique et l'économie, Aston rejoint les Royal Marines en 1943 mais ne participe pas au combat. De retour à Oxford en 1946, il passe à l'étude de l'histoire moderne et obtient un diplôme de première classe en 1949.

## Carrière académique
Diplômé en 1949, il est élu junior research fellow (1950), puis fellow et tuteur en histoire (1952), du Corpus Christi College d'Oxford, et s'intéresse particulièrement à l'histoire du collège. Il est bibliothécaire universitaire à partir de 1956. Ses recherches portent principalement sur le Domesday Book et l'économie seigneuriale, bien qu'il ait souvent été réticent à publier. Il est également (à partir de 1968) le premier directeur de recherche et rédacteur en chef de l'Histoire de l'Université d'Oxford, publiée en huit volumes (bien qu'un seul volume ait paru avant sa mort), et est le conservateur des archives de l'université à partir de 1969. Il édite également la revue historique Past & Present de 1960 jusqu'à sa mort. 

## Vie privée
En 1954, Aston épouse Margaret Bridges. Elle est une historienne médiéviste qui est étudiante à Oxford au moment du mariage. Leur relation est difficile à cause de son trouble bipolaire, et ils se séparent au bout de quatre ans et divorcent en 1969. Bien qu'elle se soit remariée, elle continue à utiliser Aston comme nom de famille dans des publications universitaires,.
Aston souffrait de dépression maniaco-dépressive et passe du temps à l'hôpital. Son comportement, parfois très difficile à supporter pour ses collègues, entraîne des relations problématiques au sein du collège et une séparation d'avec sa femme. Il est retrouvé mort dans ses appartements à Corpus Christi le 17 octobre 1985 après une overdose de drogue. Le président du collège de l'époque, Kenneth Dover, admet dans ses mémoires qu'il a été exaspéré par les effets de la maladie d'Aston et, ayant épuisé toutes les autres tactiques, il a sciemment poussé Aston dans une situation de pression qui pourrait précipiter le suicide.